# تعظم الدروز الباكر
تَعَظُّمُ الدُّرُوزِ البَاكِر (بالإنجليزية: Craniosynostosis) هي الحالة التي يلتحم فيها واحد أو أكثر من الدروز الليفية في جمجمة رضيع بالتحول إلى عظام (التعظم)، وبالتالي يتغير نمط نمو الجمجمة. ولأن الجمجمة لا يمكنها التوسع عموديًا، فإنها تعوض ذلك عن طريق التمدد أكثر في الاتجاه الموازي للدروز الملتحمة. في بعض الأحيان يوفر نمط النمو الناتج المساحة اللازمة للدماغ المتنامي، ولكن يؤدي إلى شكل غير طبيعي للرأس وصفات غير طبيعية للوجه. في الحالات التي لا تتوفر فيها مساحة كافية للدماغ المتنامي، يؤدي تعظم الدروز الباكر إلى زيادة الضغط داخل الجمجمة مما يؤدي إلى ضعف البصر، وصعوبات النوم، وصعوبات تناول الطعام، أو ضعف النمو العقلي مع انخفاض كبير في معدل الذكاء.
يحدث تعظم الدروز الباكر في واحد من كل 2000 ولادة. ويكون جزء من متلازمة في 15 إلى 40٪ من المرضى، ولكن عادةً ما يحدث كحالة مرضية منفردة.

## العلامات والأعراض

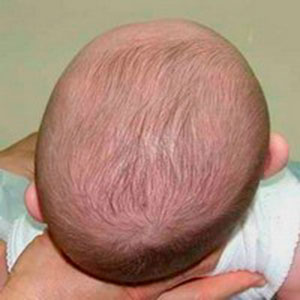
طفل وَارِبُ الرَّأسِ عند النظر إليه من أعلى

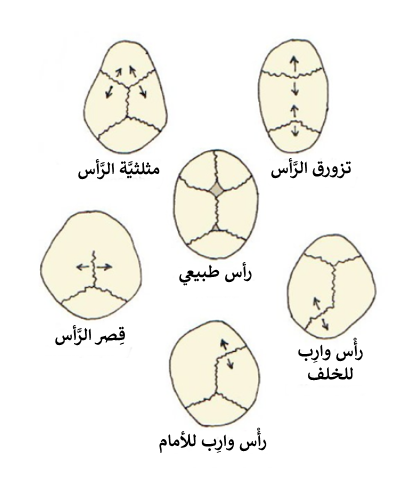
أنواع تعظُّم الدروز الباكر

يملك الأطفال الذين وُلدوا بتعظم الدروز الباكر مظهرًا مميزًا، والمعروف باسم النمط الظاهري. يتم تحديد ملامح النمط الظاهري بأي الدروز التحم، إذ يؤدي إلى تغيير (تشوه) في شكل الجمجمة.
ينص قانون فيرتشو أنه عندما يحدث انغلاق لدرز قبل أوانه، تحاول الجمجمة التمدد عموديًا لتوفر مساحة للدماغ الذي ينمو سريعًا. باستخدام هذا القانون، يمكن توقع نمط تشوه الجمجمة في تعظم الدروز الباكر.

### تَزَوْرُقُ الرَّأس
من الأمثلة التوضيحية لهذه الظاهرة: تزورق الرأس. مصطلح مرادف للمعنى اليوناني هو 'dolichocephaly' (البادئة dolicho- تعني ممدود). يحدّ انغلاق الدرز السهمي السابق لأوانه من النمو العمودي للجمجمة، وبالتالي لن تنمو وتظل ضيقة. يُرى ذلك عند النظر من أعلى للجزء العلوي من رأس الطفل. يحدث النمو التعويضي إلى الأمام في الدرز الإكليلي وإلى الخلف في الدرز اللامي مما يعطي جبين بارز، وبروز الجزء الخلفي من الرأس، يصبح مخروطيًا. ويبدو قليلًا كالقارب عند النظر إليه من الجانب.

### مثلثية الرأس
كون الشكل المثلث للرأس نتيجة لإغلاق سابق لأوانه للدرز الجبهي (بين العينين). باستخدام قانون فيرشو مرة أخرى للتنبؤ بالتشوه الناتج، فإن هذا الالتحام يؤدي إلى ضيق الجبهة. يحدث النمو التعويضي في كل الدروز الإكليلية، مما يدفع الجبهة إلى الأمام. ويمكن تقييم الشكل الناتج أفضل عند النظر من أعلى، فيظهر الشكل الثلاثي للرأس. وهناك ميزة للوجه هي تقارب العينين. عند النظر من الأمام، يمكن رؤية أن المسافة بين العينين أصغر من المعتاد.

### رأس وارب
الكلمة اليونانية πλάγιος plágios تعني «الانحراف». ويمكن تصنيفه كانحراف أمامي أو خلفي.

#### انحراف الرأس الأمامي
يقسم الدرز السهمي الدرز الإكليلي إلى نصفين. ويمكن التحام الدرز من جانب واحد إما الجانب الأيمن أو الجانب الأيسر. ويظهر هذا التماثل في تشوه الجمجمة، وكذلك في تشوه الوجه والمضاعفات.
لا يمكن هنا التنبؤ بتشوه الجمجمة باستخدام قانون فيرشو. يتوقف النمو ف المستوى العمودي على الدرز الملتحم، وتتسطح جبهة الرأس. يحدث النمو التعويضي في مستوى موازٍ، وكذلك في مستوى عمودي. وتؤدي الزيادة في النمو في الدرز الجبهي والسهمي إلى نتوء في الحفرة الصدغية وزيادة عرض الجمجمة.
يُظهِر تقييم الجمجمة من أعلى عدم التماثل في العظام الأمامية، وزيادة عرض الجمجمة وانتقال الأذن إلى الأمام في الجانب المماثل من الرأس. وتظهر ملامح غير متناظرة في الوجه، بما في ذلك نزوح نقطة الذقن من الفك وانحراف طرف الأنف. تقع نقطة الذقن أكثر على الجانب المقابل من الرأس، ويرجع ذلك إلى النزوح الأمامي المماثل للمفصل الصدغي الفكي مع الأذن. ويتجه طرف الأنف أيضًا نحو الجانب المقابل. تشمل مضاعفات تشوه الجمجمة سوء إطباق الفك، وفي ما يصل إلى 90٪ يحدث شكل خفي من الحول، بسبب الوضعية غير المتماثلة لمحاجر العينين.

#### انحراف الرأس الخلفي
يسمى تعظم الدرز اللامي على جانب واحد بانحراف الرأس الخلفي، ويظهر التشوه هنا غالبًا في القذال.
بموجب قانون فيرتشو، يحدث تقييد النمو في الجانب المماثل من الرأس؛ ويحدث النمو التعويضي في الجانب المقابل من الرأس. ويؤثر هذا النمط من النمو على قاعدة الجمجمة، وبالإضافة إلى ذلك، يمكن أن يُرَى عدم التماثل في الأذنين، وبروز الخشاء، وأيضًا بشكل ضئيل عدم تناظر الجبين.